# Galliobates gracilis
Galliobates gracilis är en mångfotingart som först beskrevs av Ribaut 1909.  Galliobates gracilis ingår i släktet Galliobates och familjen Galliobatidae. Inga underarter finns listade i Catalogue of Life.